# Wittgenstein (film)
Pour les articles homonymes, voir Wittgenstein.
Pour plus de détails, voir Fiche technique et Distribution.
Wittgenstein est un film britannique réalisé par Derek Jarman, sorti en 1993.

## Synopsis
Le film retrace la pensée et la vie du philosophe autrichien Ludwig Wittgenstein au travers de différentes saynètes.

## Fiche technique
- Réalisateur : Derek Jarman
- Scénario : Terry Eagleton, Ken Butler, Derek Jarman
- Genre : Comédie dramatique
- Durée : 75 minutes
- Sortie : Royaume-Uni, 1993 ; France, 24 janvier 1996

## Distribution
- Clancy Chassay (en) : Wittgenstein enfant
- Karl Johnson (en) : Wittgenstein adulte
- Michael Gough : Bertrand Russell
- Tilda Swinton : Ottoline Morrell
- John Quentin[2] : Keynes
- Kevin Collins (en) : Johnny
- Nabil Shaban (en) : Monsieur Vert, le Martien
- Lynn Seymour : la danseuse des Ballets Russes, Lydia Lopokova.

## Autour du film
Le film a plus l'apparence d'une pièce de théâtre filmée où les acteurs évoluent dans un décor minimaliste. Il ne s'agit en aucune manière d'une reconstitution de la vie du philosophe, mais d'une mise en scène de sa pensée, mise en perspective avec sa vie. Le dialogue avec lui-même passe ainsi par un interlocuteur imaginaire qui n'est autre qu'un extra-terrestre vert, naïf, logique et burlesque.